# Paul Grante
Rudolf Paulin (Paul) Grante, född 4 november 1899 i Lund, död 16 juni 1946 under en tågresa från Stockholm till Göteborg, var en svensk kommunalborgmästare.
Grante, som var son till ogifta Ida Theolina Thomasson, som var hemmahörande i Oderljunga församling, och okänd fader, tog studentexamen i Lund 1917 och juris kandidat vid Lunds universitet 1922. Han blev juris licentiat vid Uppsala universitet 1945 och juris doktor där 1946 på avhandlingen Om den kommunala instruktions- och finansmakten. Efter tingstjänstgöring tjänstgjorde han en tid bland annat på åklagarbanan, innan han blev han stadsombudsman i Västerås stad 1937 och kommunalborgmästare i Falkenbergs stad 1938.